# L'Ultime Question
 (août 2019).
Si vous disposez d'ouvrages ou d'articles de référence ou si vous connaissez des sites web de qualité traitant du thème abordé ici, merci de compléter l'article en donnant les références utiles à sa vérifiabilité et en les liant à la section « Notes et références ».

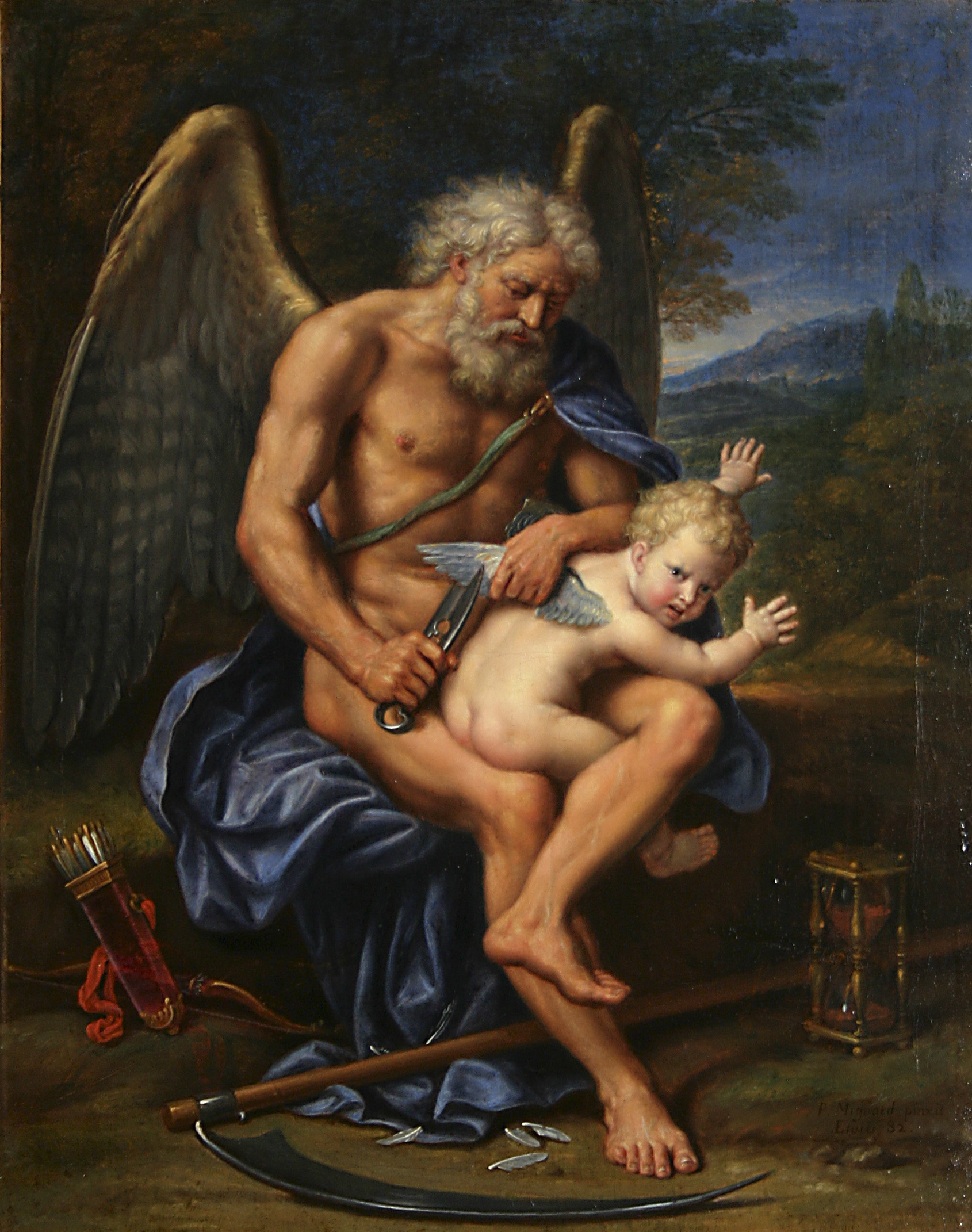
Pierre Mignard, Le Temps rognant les ailes de Cupidon, 1694

L'Ultime Question (titre original : Schilf) est un roman policier de Juli Zeh, dans lequel les concepts du temps et de la vérité de deux brillants physiciens sont confrontés avec la réalité. À partir d’une controverse théorique basée sur les concepts de base de la physique moderne, se développe une catastrophe faite d’un enlèvement d'enfant, d’un assassinat et de relations humaines détruites.
Juli Zeh s’intéresse dans ce roman aux rapports entre la philosophie et la physique.

## Résumé
Le prologue donne une idée de la tension générée : 

« Un commissaire, en proie à de violents maux de tête, qui prise une théorie bien particulière des sciences physiques et ne croit pas au hasard, résout sa dernière affaire. Un enfant est kidnappé sans le savoir. Un médeçin fait ce qu’il ne devrait pas faire. Un homme meurt, deux physiciens s’affrontent, un officier de police est amoureux. »

— Juli Zeh, L'Ultime Question, prologue

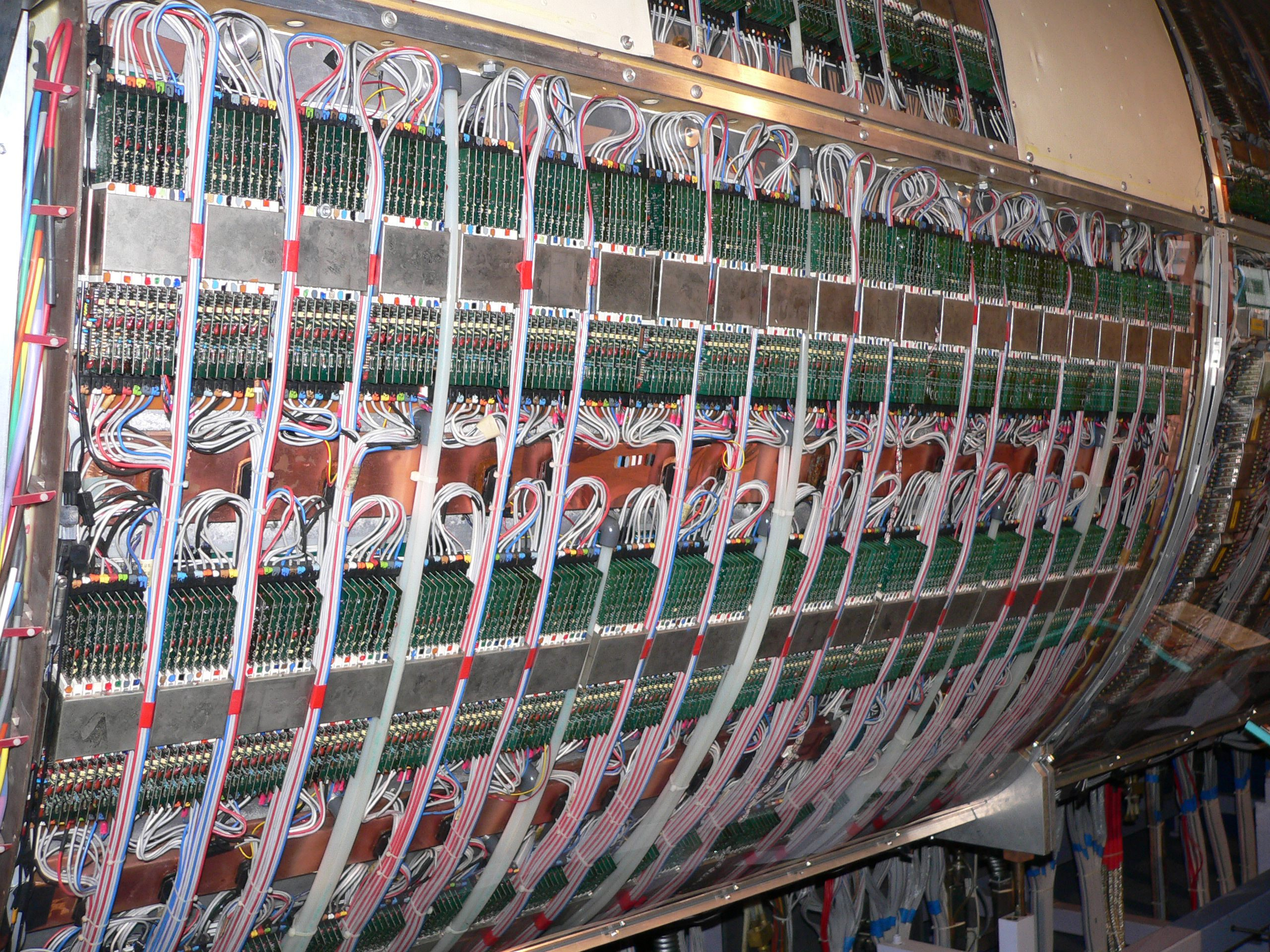
Exposition Microcosm au CERN

Les principaux personnages du roman sont les deux brillants physiciens Sebastian et Oskar, qui se sont liés d’amitié au cours de leurs études à Fribourg-en-Brisgau. Mais à la fin de ses études, Sebastian se sent dépassé par l’intelligence d’Oskar et se réfugie dans le mariage avec la belle Maike, propriétaire d’une galerie d’art qui connaît le succès. Avec Maike et leur fils Liam, il mène une vie de famille heureuse à Fribourg, où il reçoit parfois Oskar. Sebastian s’est spécialisé dans la Théorie d'Everett des mondes multiples, au grand dam d’Oscar qui considère que cette théorie est une impasse. Oskar poursuit au Cern à Genève sa recherche pionnière sur la nature du temps et vise à « réunir la mécanique quantique et la théorie de la relativité générale ».
Les investigations du commissaire Schilf commencent dans l’environnement de l'hôpital, où a travaillé le médecin Dobbleting, mais s’orientent de plus en plus vers Sebastian. Schilf rend visite à Oscar à Genève et y résout le cas : Sebastian avait mal compris la demande d’Oscar : « Supprime Dobbleting ».
Un thème secondaire du roman est un scandale médical à Fribourg, dans lequel la victime de l’assassinat est apparemment impliquée. Mais ce thème sert plutôt de fausse piste, que les responsables redoutent, et qui est éclaircie incidemment à la fin du roman.

## Thèmes
Un des thèmes du roman est "la question de la culpabilité". Avec le brillant physicien Oskar, Juli Zeh dépeint un homme qui se met au-dessus toutes les questions morales, et essaie de faire découler  toutes les décisions d'une sorte de calcul mathématique.
Sébastien, son ami physicien, devient meurtrier à la suite d’un chantage et d’un malentendu. Encore une fois, la question de la responsabilité éthique. Qu'est-ce qu'un père peut faire pour sauver la vie de son enfant ? Peut-il sacrifier des innocents? La question de la culpabilité est toujours une question de point de vue.
Une partie non négligeable des conversations et des pensées des personnages du roman tourne autour des questions de la physique théorique. Il est question de mécanique quantique et de la nature du temps.

## Personnages
- Sebastian, physicien, chercheur, universitaire (Fribourg), partisan du multivers et des nanotechnologies, s'affichant dans le Spiegel : «Tout possible se réalise », habitant rue Sophie-de-la Roche, à Fribourg, en banlieue,
- Maike, « rêveuse devenue battante », épouse de Sebastian, propriétaire d'une galerie d'art moderne, cycliste, mère de Liam, en vacances cyclistes à Airolo,
  - et ses perroquets, cacatoès, dont la perruche Ralph (p. 248),
  - et les deux toiles (au domicile), Chantage 1 et Chantage 2 (pp. 225 & 259),
- Liam, fils unique de Sebastian et Maike, en vacances en camp à Bregenz,
- Oskar, physicien, ami de Sebastian, chercheur au CERN (Genève), opposant au multivers, partisan de l'univers unique, de la Théorie du Tout (p.32) ou du temps discret (p. 34), célibataire,
- un professeur réputé de l'Institut de Physique (lors de leurs études) : Chaperon Rouge (p. 34),
- la secrétaire d'Oskar, opérant sous le nom de Vera Vacan,
- le professeur Schülter, responsable de l'hopital de Fribourg, où quatre patients sont morts,
- l'anesthésiste préféré de Schülter, Ralph Döbbelting, célibataire, cycliste,
- la commissaire de police Rita Skura, sa chatte,
- le lieutenant de police Schnurpfeil, chauffeur et admirateur discret de Rita Skura,
- l'enquêteur Sandström,
- le commissaire de police Schilf (roseau), étrangement efficace, découvreur de l'assassin du futur, ancien formateur de Rita Skura, envoyé exceptionnellement de Stuttgart à Fribourg pour assister sa collègue, et qui a découvert peu auparavant, le même jour,
  - « le sous-locataire qui squattait dans ses étages supérieurs. Nom : glioblastome multiforme... Fonction : engendrer des troubles de la mémoire, des maux de tête, une perte du sens du réel (p. 190)»  « Il commença par baptiser son sous-locataire d'un nom nouveau : ovum avis, l'œuf d'oiseau »(p.191),
  - l'amour de sa vie, Julia,
- Julia, la toute nouvelle amie de Schilf,
- Franz Drayer, «retraité et lépidoptérologue, amateur en route vers l'immortalité» qui « de fait chasse les moustiques Smerinthus ocellata»  , témoin (pp. 110 & 273),
- Agfa, le perroquet parlant (Fais gaffe, fais gaffe) (p. 206 & 268), (Je m'appelle Kodak, p.210),
- Bonnie & Clyde, couple de canards récurrents, fréquentant le Gewerbebach, sous la maison de Sebastian & Maike (p. 31), (Casse-toi !, p. 218),
- et quelques autres, anonymes ou non...

## Citations
- « Certains jours, le commissaire Schilf sait au saut du lit qu'il ne sortira pas de chez lui par la porte d'entrée. » (p.169)
- «Deux mâles. Ils se font des câlins pour stimuler l'hypophyse et les gonades. - Ah ? L'amitié virile, c'est bon pour ça ? - Chez les calopsittes, oui. » (p. 248-249)
- « Supprime ce doublethink ! » interprété « Supprime ce Döbbelting ! » (pp. 359-381-382)

## Édition
- L'Ultime Question (Schilf), traduction française de Brigitte Hébert et Jean-Claude Colbus. Arles, Actes Sud, 2008, 412 p. Lettres allemandes  (ISBN 978-2-7427-7768-6).

## Adaptations

### Théâtre
La première d'une adaptation théâtrale du roman a été donnée le 13 décembre 2007 dans une mise en scène de Bettina Bruinier au Théâtre populaire de Munich. La dramaturge et metteur en scène Katja Friedrich avait réalisé l'adaptation. Bettina Bruinier a été désignée comme « étoile de l'année » par l'Abendzeitung(AZ), quotidien du soir de Munich. En 2012, c'est Esther Muschol qui a mis en scène l'adaptation théâtrale pour le KosmosTheater de Vienne en Autriche.

### Cinéma
- Auteur : Juli Zeh
- Image : Manuel Mack
- Montage : Nikolai Hartmann
- Musique : Thomas Kürstner, Sebastian Vogel
- Scénariste : Claudia Lehmann, Leonie Terfort
- Producteur : Manuela Stehr
- Réalisation : Claudia Lehmann
- Production : X Filme Creative Pool, BR, WDR, ARTE

#### Distribution
- Mark Waschke : Sebastian Wittich
- Stipe Erceg : Oskar Hoyer
- Bernadette Heerwagen : Maike Wittich
- Nico Treichel : Nick Wittich
- Sandra Borgmann : Rita Skura
- Bernhard Conrad : Schnurpfeil
- Paul T. Grasshoff : Dr Ralph Dabbeling